# オータケハヤト
オータケ ハヤト（おおたけ はやと、1978年11月17日 - ）は、ROCK'A'TRENCHのドラマー。

## 人物
愛媛県新居浜市出身。幼い頃から、クラシックのピアノを学ぶ。16歳でドラムに初めて触れ、コピーバンドに参加。19歳の時、上京。
CHOMOLUNGMA.7、GREEN MiND、THE SWiSHをへて、28歳の時、ROCK'A'TRENCH加入し、現在に至る。
マルチプレイヤーであり、THE SWiSHではベースを担当。
ROCK'A'TRENCH　5th SINGLE「My SunShine」の作詞/作曲者である（フジテレビ系ドラマ「メイちゃんの執事」の主題歌）